# Prothema auratum ininterruptum
Prothema auratum ininterruptum es una subespecie de escarabajo longicornio del género Prothema, tribu Prothemini, subfamilia Cerambycinae. Fue descrita científicamente por Pic en 1927.

## Descripción
Mide 12 milímetros de longitud.

## Distribución
Se distribuye por China.